# USA Union
USA Union ist das 14. Album des britischen Blues-Musikers John Mayall. 

## Entstehungsgeschichte
John Mayall wohnte von 1969 bis 1971 im Laurel Canyon, einer bei Musikern sehr beliebten Wohngegend von Los Angeles. Da seine Band – mit Ausnahme von ihm selbst – nur aus Amerikanern bestand, wählte er einen Titel, der die Kooperation deutlich machen sollte. Für ihn war es das erste Mal, dass er nur mit Amerikanern zusammenarbeitete. 
Die Besetzung ist in mehrerer Hinsicht ungewöhnlich, etwa durch den Verzicht auf einen Schlagzeuger. Die Band wollte eine ruhige Blues-Atmosphäre schaffen und sich von dem standardisierten, durch die Schlagzeugmetren getriebenen Urban Blues weg bewegen, wie er damals insbesondere aus Chicago kam und die Szene beherrschte. Ungewöhnlich ist auch der Einsatz einer Violine, ein für den Blues eher untypisches Instrument. 
Erwähnenswert ist auch das beigelegte Booklet: Mayall schrieb dort einen Text darüber, wie man es vermeiden kann, die Umwelt zu schädigen; dies ist ein sehr frühes Beispiel für umweltpolitisches Engagement bei einem Musiker. Da er zu dieser Zeit auch viel mit Canned Heat zusammenarbeitete, hatte er für solche Themen in Alan Wilson einen Partner gefunden. Der Grund für diesen Text ist das erste Lied auf dem Tonträger namens Nature’s Disappearing (deutsch: „Die Natur verschwindet“). Sämtliche Songs wurden von John Mayall geschrieben, der auch das Design und die Bilder des Albums gestaltete.
Aufgenommen wurde das Album in den Larrabee Studios, Los Angeles am 27. und 28. Juli 1970. Die nächsten zwei Tage wurden damit verbracht, das Album zu mischen und zu schneiden. Diese Arbeit übernahm John Judnich. Auf der anschließenden American Concert Tour präsentierten die vier Musiker die Früchte ihres Schaffens.

## Titelliste
1. Nature’s Disappearing – 5:56
2. You Must Be Crazy – 3:55
3. Night Flyer – 5:33
4. Off the Road – 2:47
5. Possessive Emotions – 5:20
6. Where Did My Legs Go – 3:45
7. Took the Car – 4:08
8. Crying – 6:27
9. My Pretty Girl – 4:21
10. Deep Blue Sea – 5:06